# Леппя, Яри
Я́ри Ю́хани Ле́ппя  (фин. Jari Juhani Leppä; род. 24 июня 1959, Пертунмаа, Финляндия) — финский общественный и политический деятель, представляющий партию Финляндский центр. В прошлом — министр сельского и лесного хозяйства Финляндии (2017—2022).
Является депутатом эдускунты пяти созывов (с 1999). На протяжении долгого времени возглавлял парламентскую комиссию по вопросам сельского и лесного хозяйства и в этой должности выступал за отмену санкций ЕС в отношении России.
5 мая 2017 года назначен министром сельского и лесного хозяйства Финляндии в кабинете Сипиля, с 6 июня 2019 года — в кабинете Ринне, с 10 декабря 2019 года — в кабинете Марин. 29 апреля 2022 года ушёл в отставку.